# خوسيه أنطونيو سانتاماريا
خوسيه أنطونيو سانتاماريا (بالإسبانية: José Antonio Santamaría Vaqueriza)‏ هو لاعب كرة قدم وشخصية أعمال إسباني في مركز الدفاع، ولد في 16 مارس 1946 في سان سيباستيان في إسبانيا، وتوفي بنفس المكان في 19 يناير 1993 بسبب إصابة بعيار ناري. لعب مع ريال سوسيداد ب وريال سوسيداد ونادي إيبار ونادي إيركوليس ونادي ساباديل.